# Ткемаладзе, Анна Георгиевна
Анна Георгиевна Ткемаладзе (1911 год, Шорапанский уезд, Кутаисская губерния, Российская империя — дата смерти неизвестна, Зестафонский район, Грузинская ССР) — звеньевая колхоза имени Хозе Диас Зестафонского района. Грузинская ССР. Герой Социалистического Труда (1949). Депутат Верховного Совета Грузинской ССР 3-го созыва.

## Биография
Родилась в 1911 году в крестьянской семье в одном из сельских населённых пунктов Шорапанского уезда Кутаисской губернии. В 1928 году окончила местную сельскую школу и в 1931 году — профессиональное училище, после которого трудилась швеёй-закройщицей. С 1940 года — рядовая колхозница, звеньевая в колхозе имени Хозе Диас Зестафонского района.
В 1948 году звено под её руководством собрало в среднем по 89,8 центнера винограда шампанских вин с каждого гектара на участке площадью 3 гектара. Указом Президиума Верховного Совета СССР от 9 августа 1949 года удостоена звания Героя Социалистического Труда за «получение высоких урожаев винограда в 1948 году» с вручением ордена Ленина и золотой медали «Серп и Молот».
Этим же Указом звание Героя Социалистического Труда получили труженики колхоза имени Хозе Диас бригадиры Иродий Бичиевич Каландадзе, Валериан Бичиевич Талахадзе и звеньевые Николай Германович Гвелесиани, Галина Силионовна Ткемаладзе, Синепор Галактионович Ткемаладзе.
В последующие годы бригада Анны Ткемаладзе занимала передовые позиции в виноградарстве. За выдающиеся трудовые успехи по итогам 1950 года была награждена вторым Орденом Ленина.
Избиралась депутатом Верховного Совета Грузинской ССР 3-го созыва и сельского Совета народных депутатов.
После выхода на пенсию в 1968 году проживала в Зестафонском районе. Дата смерти не установлена.
Награды
- Герой Социалистического Труда
- Орден Ленина — дважды (1949; 05.07.1951)